# Antoni Zygmunt Helcel
Antoni Zygmunt Helcel (2. nebo 12. listopadu 1808 Krakov – 31. března 1870 Krakov) byl rakouský právní historik a politik polské národnosti, v 2. polovině 19. století poslanec Říšské rady.

## Biografie
Pocházel z německé kupecké rodiny Hoeltzelů von Sternstein. V letech 1823–1827 vystudoval práva na Jagellonské univerzitě. Roku 1828 získal titul doktora práv. Prodělal pak ještě další studium na vysokých školách v Berlíně, Vratislavi, Heidelbergu a Paříži. Účastnil se polského povstání roku 1831. V letech 1832–1833 byl privátním docentem a v letech 1848–1852 profesorem dějin polského soukromého a veřejného práva na Jagellonské univerzitě. V roce 1846 patřil mezi stoupence konzervativního křídla polské politiky.
Během revolučního roku 1848 se účastnil Slovanského sjezdu v Praze. V doplňovacích volbách v listopadu 1848 byl zvolen i na rakouský ústavodárný Říšský sněm. Nahradil poslance Józefa Walentyho Krzyżanowského, který rezignoval. Do parlamentu nastoupil v prosinci 1848. Zastupoval volební obvod Krakov-město III. Uvádí se jako statkář. Patřil ke sněmovní pravici.
V roce 1852 ztratil učitelské místo na univerzitě, věnoval se pak odborné práci. Publikoval studie z dějin práva a edice pramenů. Byl především znalcem středověkého polského práva.
Po obnovení ústavní vlády se zapojil do politiky. V roce 1861 byl autorem spisu o haličské autonomii, který byl předán Antonu von Schmerlingovi. Byl stoupencem austroslavismu. Od roku 1861 byl poslancem Haličského zemského sněmu. Zemský sněm ho roku 1861 delegoval i do Říšské rady (tehdy ještě volené nepřímo) za Halič (kurie městská, obvod Krakov). 11. května 1861 složil slib, rezignace oznámena dopisem 6. listopadu 1864. K roku 1861 se uvádí jako Sigismund Helcel von Sternstein, statkář, bytem v Krakově.
Jeho bratrem byl bankéř a politik Ludwik Edward Helcel.